# プツィチ川
プツィチ川（プツィチがわ、ベラルーシ語: Пціч、ロシア語: Птичь）は、ベラルーシのミンスク州・マヒリョウ州・ホメリ州を流れるプリピャチ川の支流である。全長421km、流域面積 9470km²、年間平均水量は48m³/秒である。
水源はミンスク高地に含まれる、ミンスク州ジャルジュィン地区であり、モギリョフ州を通過し、ホメリ州でプリピャチ川に合流する。プリピャチ川左岸の支流としては最長の川である。11月から3月にかけて凍結し、春に氾濫を起こす。川の水は融雪水が主であり、湧水や降雨に因る水量は少ない。流れの一部はため池を経由してスヴィスラチ川へ流入している。